# Культ карго

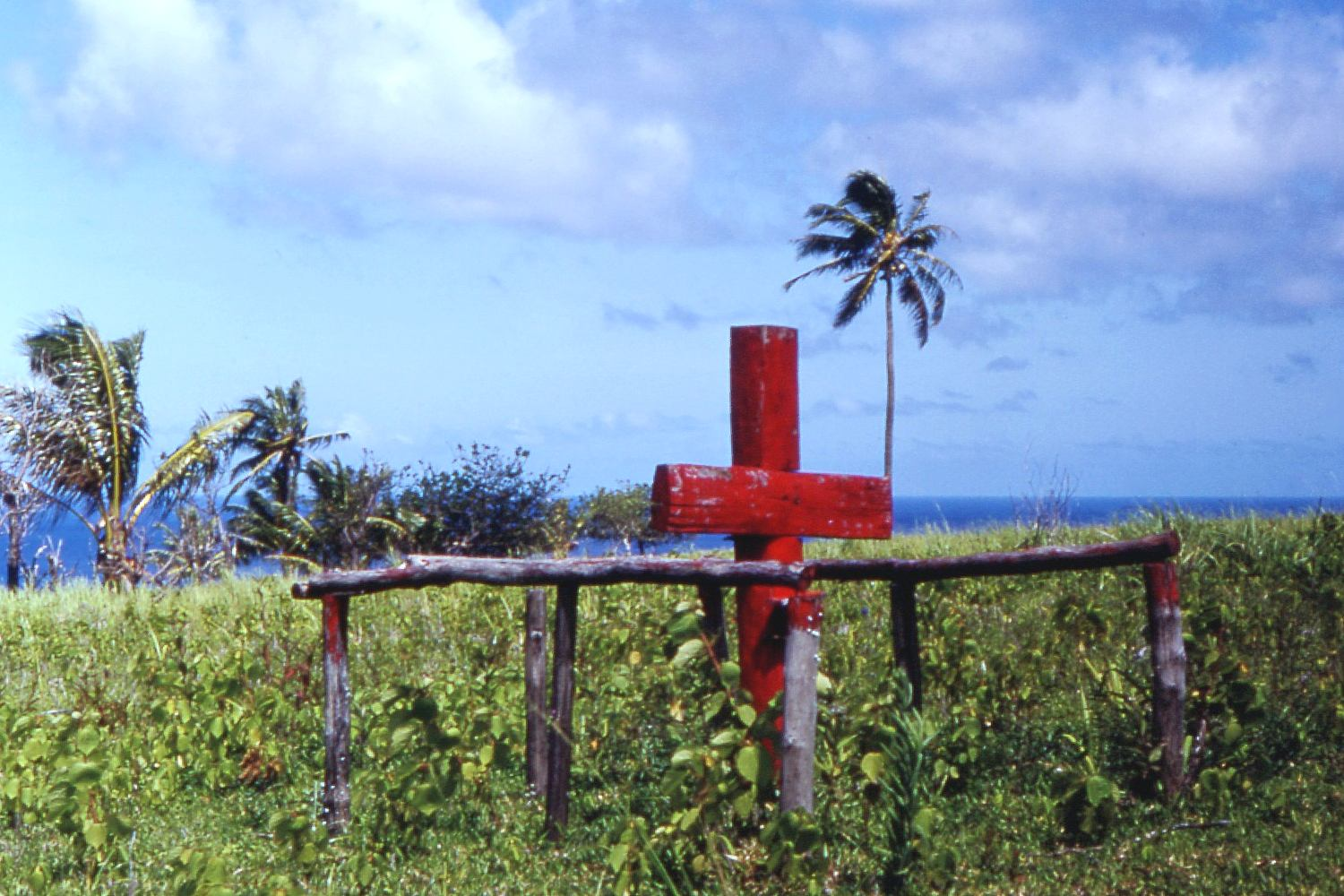
Церемоніальний хрест культу карго Джона Фрума, острів Танна, Нові Гебриди (тепер Вануату), 1967 р.

 Культ карго́[джерело?] або карго-культ (англ. cargo cult — поклоніння вантажу). Також релігія літакошанувальників або культ Дарів небесних — термін, яким називають групу релігійних рухів в Меланезії. У культах карго вірять, що західні товари (англ. cargo — вантаж) створені духами предків і призначені для меланезійського народу. Вважається, що білі люди нечесним шляхом отримали контроль над цими предметами. У культах карго проводяться ритуали, схожі на дії білих людей, щоб цих предметів стало більше. Культ карго може розглядатися як сучасний прояв магічного мислення.

## Короткий огляд
Культи карго фіксувалися з XIX століття, але особливо сильно вони набули поширення після Другої світової війни. Члени культу зазвичай не розуміють повною мірою значущість виробництва або комерції. Їхні поняття про західне суспільство, релігію та економіку можуть бути частковими і фрагментарними.
У найвідоміших культах карго з кокосових пальм і соломи будуються точні копії злітно-посадкових смуг, аеропортів і радіовеж. Члени культу будують їх, вірячи в те, що ці споруди залучать транспортні літаки (які вважаються посланцями духів), заповнені вантажем (карго). Віряни регулярно проводять стройові навчання («муштру») і якусь подобу військових маршів, використовуючи гілки замість гвинтівок і малюючи на тілі ордени і написи «USA».

## Історія
Перші культи карго були зафіксовані в кінці XIX і на початку XX століття. Найраніший — рух Тука, що зародився на Фіджі в 1885. Інші ранні культи виникали в основному на Папуа Новій Гвінеї — це культ Таро на півночі і божевілля Вайлала.
Класичні культи карго були поширені під час Другої світової війни і після неї. Величезну кількість вантажів було доставлено на острови під час Тихоокеанської кампанії проти Японської імперії, що внесло корінні зміни в життя острів'ян. Зроблені промисловим чином одяг, консерви, намети, зброя та інші корисні речі у величезних кількостях з'явилися на островах з метою забезпечення армії, а також і остров'ян, які були провідниками військових і гостинними господарями. Наприкінці війни повітряні бази були покинуті, а вантаж («карго») більше не прибував.
Щоб отримати карго і побачити парашути, що спускаються, літаки чи кораблі, остров'яни імітували дії солдатів, моряків і льотчиків. Вони робили навушники з дерева і прикладали їх до вух, перебуваючи в побудованих з дерева контрольно-диспетчерських вежах. Вони зображували сигнали посадки, перебуваючи на збудованій з дерева злітно-посадковій смузі. Вони запалювали смолоскипи для освітлення цих смуг і маяків. Прихильники культу вірили, що іноземці мали особливий зв'язок зі своїми предками, які були єдиними істотами, хто міг виробляти такі багатства.
Остров'яни будували з дерева літаки у натуральний розмір, злітно-посадкові смуги для привернення літаків. Врешті-решт, оскільки це не призвело до повернення божественних літаків з дивним вантажем, вони повністю відмовилися від своїх колишніх релігійних поглядів, що існували до війни, і стали більш ретельно поклонятися аеродромам і літакам.
За останні 75 років більшість культів карго зникли. Однак культ Джона Фрума досі живий на острові Танна (Вануату).

## Інші приклади культів карго
Схожий культ, танець духів, зародився при контакті індіанців та англо-американців в кінці XIX століття. Пророк Вовока народу Паюти проповідував, що якщо танцювати певним чином, предки повернуться по залізниці, а нова земля покриє білих людей.
Під час В'єтнамської війни частина народу хмонг вірила в швидке друге пришестя Ісуса Христа, який приїде одягненим в камуфляж за кермом військового джипу, щоб забрати їх на ньому в землю обітовану.
Деякі індіанці Амазонки вирізали з дерева моделі касетних аудіоплеєрів, за допомогою яких вони розмовляли з духами.

## Метафоричне використання терміна
Поняття «карго-культ» часто використовують для опису подібних явищ у західній культурі. Зазвичай мають на увазі формальне застосування тих чи інших методологій без розуміння відповідних процесів.
Термін здобув широку популярність частково завдяки промові фізика Річарда Фейнмана, яку він виголосив у Каліфорнійському технологічному інституті і під заголовком «Наука літакошанувальників» , яка пізніше увійшла до книги «Ви, звичайно, жартуєте, містере Фейнман». У своїй промові Фейнман зауважив, що літакошанувальники відтворюють вигляд аеродрому, аж до навушників з «антенами» з бамбукових паличок, але літаки не сідають. Фейнман стверджував, що деякі вчені часто проводять дослідження, що мають всі зовнішні атрибути справжньої науки, але насправді складають псевдонауку, не гідну ні підтримки, ні поваги. Згодом таке порівняння культу карго та псевдонауки перетворилося на сталий вираз (див. докладніше статті Карго-культ у науці та Карго-культ програмування).
Інший приклад — коли підприємство створює програму сертифікації за ISO 9001, але не впроваджує відповідних змін у технологічному процесі, — сам факт сертифікації може впливати на вартість активів підприємства (оскільки замовники піддаються до карго-культу).

## Культ карго в масовій культурі
- Культ карго докладно описаний у романі Віктора Пєлєвіна «Ампір В».
- У фільмі «Божевільний Макс 3: Під куполом грому» присутня подоба карго-культу, коли діти чекають на повернення капітана Волкера, який повинен полагодити їхній літак і повернути їх до цивілізації.
- У фантастичному оповіданні Роберта Шеклі «Ритуал» описаний міжпланетний варіант культу карго.
- Культ карго у однойменному анімаційному фільмі Бастьєна Дюбуа.